# Clément Bresson
Clément Bresson, né le 14 octobre 1981 à Reims, est un acteur français et comédien de Théâtre. Notamment connu pour ses rôles dans Désordres de Florence Foresti, et au cinéma dans Petit Paysan, d Hubert Charuel, film qui remporte 3 Césars, et dans Ni Le Ciel ni la Terre de Clément Cogitore, pour lequel il a reçu le prix Jean Carmet du meilleur second rôle (collectif), il est également Pensionnaire de la Comédie-Française depuis 2020.

## Biographie
Après une jeunesse dédiée au football où il joue notamment au Stade de Reims, à 21 ans, il n'a jamais mis les pieds au théâtre. Sur les conseils d'un ami, il s'inscrira en 2002 à un cours au Crous de la faculté de Reims. Conquis par cette découverte, il décide de suivre cette voie. L’année suivante il entre à l'école de la Comédie de Reims. Puis intègre dès 2004 l'École supérieure d'art dramatique de Strasbourg (TNS). A la sortie de l'école, en 2008, Stéphane Braunschweig l'engage pour lui confier le rôle titre dans le Tartuffe de Molière ; la pièce sera notamment jouée au TNS et à l’Odéon-Théâtre de l’Europe.    
En 2009, il joue dans La Cerisaie de Tchekhov mis en scène par Alain Françon au Théâtre National de la Colline.
En 2010, il participe à l'évènement "Un Festival à Villeréal" dirigé par Samuel Vittoz, il y interprète Sicile dans Le Conte D’Hiver.
Il joue sous la direction de René Loyon à deux reprises : en 2010 dans "Soudain, l’été dernier" de Tennessee Williams, puis l'année suivante pour interpréter son Dom Juan, qui sera nommé aux Molières dans la catégorie meilleur spectacle.
La même année, il joue dans André, spectacle qu’il coécrit avec Marie Rémond et Sébastien Pouderoux, créé à Vidy-Lausanne puis repris en 2012 au Théâtre du Rond-Point.
En septembre 2013, il retrouve la même équipe pour co-écrire et co-mettre en scène la création collective “Wanda” au Théâtre de Vidy-Lausanne et au Théâtre national de la Colline.  
Pour le Festival d’Avignon 2014, il joue dans Le Prince de Hombourg de Heinrich von Kleist, mis en scène par Giorgio Barberio Corsetti qui est présenté dans la Cour d’honneur du Palais des papes. Il joue ensuite sous la direction de Brigitte Jaques-Wajeman le rôle titre de Polyeucte de Corneille.
En 2018, Célie Pauthe lui confie le rôle de Titus dans Bérénice de Racine à l’Odéon-Théâtre de l’Europe puis il joue dans Fracassés de Kae Tempest mis en scène par Gabriel Dufay à La Villette. En février 2019, il participe à la création d’ "Hedda Gabler – d’habitude on supporte l’inévitable", librement inspirée de Falk Richter et de l’héroïne d’Ibsen, mis en scène par Roland Auzet à l’Archipel de Perpignan.
Clément Bresson est engagé en tant qu’artiste auxiliaire dans la troupe de la Comédie-Française à partir du 1er septembre 2019, il y interprète son premier rôle dans Le Malade Imaginaire de Molière mis en scène par Claude Stratz (en 2001), en tournée.
Le 1er janvier 2020, il devient pensionnaire de la Troupe de la Comédie-Française.
Parallèlement au théatre, c'est Clément Cogitore, en 2014, qui lui donne son premier rôle au cinéma dans Ni Le Ciel Ni La Terre. Le film ira à Cannes pour La semaine de la critique, et sera très favorablement salué. Clément Bresson recevra, collectivement avec l'ensemble de ses camarades (Swann Arlaud, Kevin Azaïs, Sam Mirhosseini, Marc Robert, Finnegan Oldfield, Steve Tientcheu notamment)  le prix Jean Carmet du meilleur second rôle au festival de Moulins.
Il rejouera avec Swann Arlaud deux ans plus tard pour le film Petit Paysan, de Hubert Charuel. Le film ira également à Cannes et recevra par la suite 3 césars dont celui du meilleur premier film. Il continuera sa carrière en alternant le cinéma, le théâtre et la télévision comme pour la série Désordres de Florence Foresti dans laquelle il joue le meilleur ami de Florence dans sa vie réelle.
En 2025 il jouera au cinéma le père de Mara Taquin dans le film Species de Marion Le Corroller, aux côtés notamment de Karine Viard.

## Filmographie

### Cinéma
- 2014 :  Ni le Ciel ni la Terre, de Clément Cogitore
- 2017 : Si tu voyais son cœur de Joan Chemla
- 2017 : Petit Paysan de Hubert Charuel, César du meilleur premier film
- 2019 : Profilage (série télévisée) - Fanny Robert, Sophie Lebarbier
- 2021 : Suprêmes de Audrey Estrougo
- 2022 : Annie Colère de Blandine Lenoir
- 2023 : Acide de Just Philippot
- 2023 : Garder ton nom[6] de Vincent Duqesne
- 2025 : Species de Marion Le Corroller

### Télévision - Séries
- 2017 : Héroïnes (série télévisée), de Audrey Estrougo (Arte)
- 2019 : Profilage (série)  - Fanny Robert, Sophie Lebarbier
- 2021 : Visions (série télévisée) - Jeanne Le Guillou, Bruno Dega
- 2022 :  Désordres (série télévisée) de Florence Foresti (Canal +)[7]
- 2022 : Irma Vep de Olivier Assayas (Canal +)
- 2024 :  Seul (téléfilm) de Pierre Isoard (France Télévision)

### Courts-métrages
- 2010 Calliope de Arnaud De Cazes
- 2011 : Eloge de l'illusion - Christine Spianti
- 2017 : Roberto le canari (court-métrage) de Nathalie Saugeon
- 2019 : Max de Florence Hugues

## Théâtre - Comédien

### Comédie-Française
- 2019 : Le malade imaginaire (Molière) - Claude Stratz et Eric Ruf
- 2020 : Mais quelle comédie - Marina Hands et Serge Bagdassarian
- 2021 : En attendant les barbares (John Maxwell Coetzee) - Camille Bernon et Simon Bourgade
- 2021 : Les démons (Fiodor Dostoievski) - Guy Cassier
- 2022 : Jean-Baptiste, Armande, Madeleine et les autres... (rôle de Molière) - Julie Deliquet
- 2022 : L'avare (Molière) - Lilo Baur (Rôle : Valère)
- 2023 : La dame de la mer [8](Henrik Ibsen) - mis en scène Géraldine Martineau
- 2023 : Et si c'était eux - création originale de Christophe Montenez et Jules Sagot (Rôle : Armand Tresson)
- 2024 : Le suicidé d'après Nicolaï Erdman, mise en scène Stéphane Varupenne (Rôle : Kalabouchkine)
- 2025 : Macbeth[9] mise en scène et scénographie Silvia Costa (Rôle : Banco)

### Théâtre à la table[10]- Comédie-Française
- 2021 : Les Cinq Premières Minutes[11]
- 2022 : Alain Lenglet, Nicolas Lormeau et Clément Bresson[12] — Théâtre à la table en public
- 2022 : Sganarelle ou le Cocu imaginaire[13] - Direction artistique : Thierry Hancisse
- 2023 :  Gargantua[14] de François Rabelais dirigé par Thierry Hancisse
- 2023 : La fausse suivante ou le Fourbe puni[15] Direction artistique : Claire de La Rüe du Can

### Théâtre - Hors Comédie-Française
- 2007 : Tartuffe[16] (rôle de Tartuffe) - Stéphan Braunshweig - TNS et Odéon
- 2009 : La cerisaie - Alain Françon - Théâtre de la Colline
- 2010 : Dom juan (Molière) - René Loyon (Nommé aux Molières de la Meilleure Compagnie) (Rôle : Dom Juan)
- 2011 : Dans la solitude des champs de cotons (B-M KOLTES) - Marine Man (rôle : Le Dealer)
- 2012 : André - Sébastion Pouderoux, Marie Remond, Clément Bresson - Théâtre du Rond Point
- 2012 : Dans la jungle des villes[17] (B. Brecht) - Roger Vontobel - Théâtre National de la Colline (rôle de Garga)
- 2013 : American Tabloïd d'après James Ellroy mise en scène Nicolas Bigards - M.C.93
- 2013 : Vers Wanda - Marie Remond - Théâtre National de la Colline
- 2014 : Le prince de Hombourg[18] (Heinrich von Kleist) - Giorgio Barberio Corseti - Cour d'honneur Avignon
- 2015 : Polyeucte[19] (Corneille) - Brigitte Jacques-Wajeman - Théâtre de la ville (rôle de Polyeucte)
- 2018 : Bérénice[20] (Racine) - Célie Pauthe - Théâtre de l'Odéon (Rôle : Titus)
- 2018 : Fracassés - Gabrielle Dufay
- 2019 : Hedda gabler - Roland Auzet
- 2019 : D'habitude on supporte l'inévitable - Hedda Gabler  (d'après Henrik Ibsen) mise en scène Roland Auzet   Théâtre de l'Archipel  Perpignan
- 2024 : Avant toute chose[21] (court-métrage) de  Jonathan Pasi et Mathis Jaulhac

## Voix

### Radio
- 2014 : Hercule Poirot[22] en public en direct du studio 104 - France Culture, par Cédric Aussir
- 2015 : A blind Legend (Video Game)
- 2016 : 20000 lieues sous les mers[23] de Jules Verne, en public en direct du studio 104, réalisé Cedric Aussir
- 2017 : Comment retenir sa respiration[24] - Enregistré en public à l’Odéon-Théâtre de l’Europe - France Culture
- 2018 : Pirate des Caraïbes[25] - Mary Read - Radio France
- 2019 : Ridicules ténèbres[26] - Enregistré en public à l’Odéon-Théâtre de l’Europe

- 2019 : Le père Goriot[27] (rôle de Vautrin) par Cédric Aussir
- 2021 : Les vacances du Petit Nicolas[28] en public en direct du studio 104 (rôle du Bouillon) par Cédric Aussir
- 2022 : Illusions perdues[29] (Honoré de Balzac) pour France Culture par Cédric Aussir

- 2025 : L’affaire Bowman[30] de Zephiriel Casini et Nicolas Henry réalisé par Laurence Courtois

- 2025 : La mer[31] de Jules Michelet réalisé par Christophe Hocké

### Livres audio
- 2023 : La Venus d’Ille de Prosper Mérimée (réal Catherine Lagarde)
- 2023 : La petite fille de Monsieur Linh de Philippe Claudel (réal Catherine.Lagarde)
- 2024 : Le Couteau de Salman Rushdie (réal Catherine. Lagarde)
- 2024 : Madelaine avant l’aube de Sandrine Colette (réal Catherine Lagarde)

### Documentaires (Voix Off)
- 2022 : 1942 de Véronique Lagoarde-Ségot
- 2022 : Les Hauts de Hurlevent, Amour, Haine et Vengeance de Mathilde Damoisel
- 2024 : La civilisation perdue d’Amazonie de Franck Cuveillier

## Récompenses - Nominations
- Nomination aux Molières du meilleur spectacle public pour Don Juan de René Loyon
- Prix Jean Carmet du meilleur second rôle pour "Ni Le Ciel Ni La Terre" (prix collectif)
- César du meilleur premier film : Petit Paysan de Hubert Charuel

## Notices d'autorité
Comédie-Française / IdRef / BnF / Les archives du spectacle